# Trophée Éric Bompard 2011
Trophée Éric Bompard 2011 – piąte w kolejności zawody łyżwiarstwa figurowego z cyklu Grand Prix 2011/2012. Zawody odbywały się od 17 do 20 listopada 2011 roku w hali Palais Omnisports de Paris-Bercy w Paryżu.
W konkurencji solistów zwyciężył Kanadyjczyk Patrick Chan, a wśród solistek Rosjanka Jelizawieta Tuktamyszewa. W parach sportowych triumfowali reprezentanci Rosji Tetiana Wołosożar i Maksim Trańkow, zaś w parach tanecznych Kanadyjczycy Tessa Virtue i Scott Moir.

## Wyniki

### Soliści
| Poz. | Zawodnik          | Nota łączna | SP | SP    | FS  | FS     |
| ---- | ----------------- | ----------- | -- | ----- | --- | ------ |
| 1    | Patrick Chan      | 240,60      | 1  | 84,16 | 1   | 156,44 |
| 2    | Song Nan          | 224,10      | 2  | 76,53 | 2   | 147,57 |
| 3    | Michal Březina    | 218,60      | 3  | 74,32 | 4   | 144,28 |
| 4    | Adam Rippon       | 217,89      | 4  | 72,96 | 3   | 144,93 |
| 5    | Florent Amodio    | 201,34      | 5  | 71,42 | 5   | 129,92 |
| 6    | Alexander Majorov | 190,60      | 8  | 62,12 | 6   | 128,48 |
| 7    | Nobunari Oda      | 167,20      | 7  | 62,95 | 9   | 104,25 |
| 8    | Romain Ponsart    | 160,45      | 9  | 50,03 | 8   | 110,42 |
| 9    | Chafik Besseghier | 160,39      | 10 | 46,43 | 7   | 113,96 |
| WD   | Kevin Reynolds    | DNF         | 6  | 65,56 | DNF | DNF    |

### Solistki
| Poz. | Zawodniczka              | Nota łączna | SP | SP    | FS | FS     |
| ---- | ------------------------ | ----------- | -- | ----- | -- | ------ |
| 1    | Jelizawieta Tuktamyszewa | 182,89      | 1  | 62,04 | 2  | 120,85 |
| 2    | Carolina Kostner         | 179,32      | 2  | 59,70 | 3  | 119,62 |
| 3    | Alissa Czisny            | 179,15      | 3  | 57,25 | 1  | 121,90 |
| 4    | Kanako Murakami          | 161,31      | 4  | 55,77 | 4  | 105,54 |
| 5    | Viktoria Helgesson       | 154,90      | 5  | 54,16 | 5  | 100,74 |
| 6    | Maé Bérénice Méité       | 145,44      | 6  | 50,49 | 6  | 94,95  |
| 7    | Sonia Lafuente           | 136,32      | 7  | 49,51 | 8  | 86,81  |
| 8    | Yrétha Silété            | 135,90      | 8  | 48,25 | 7  | 87,65  |
| 9    | Lena Marrocco            | 126,97      | 9  | 43,95 | 9  | 83,02  |

### Pary sportowe

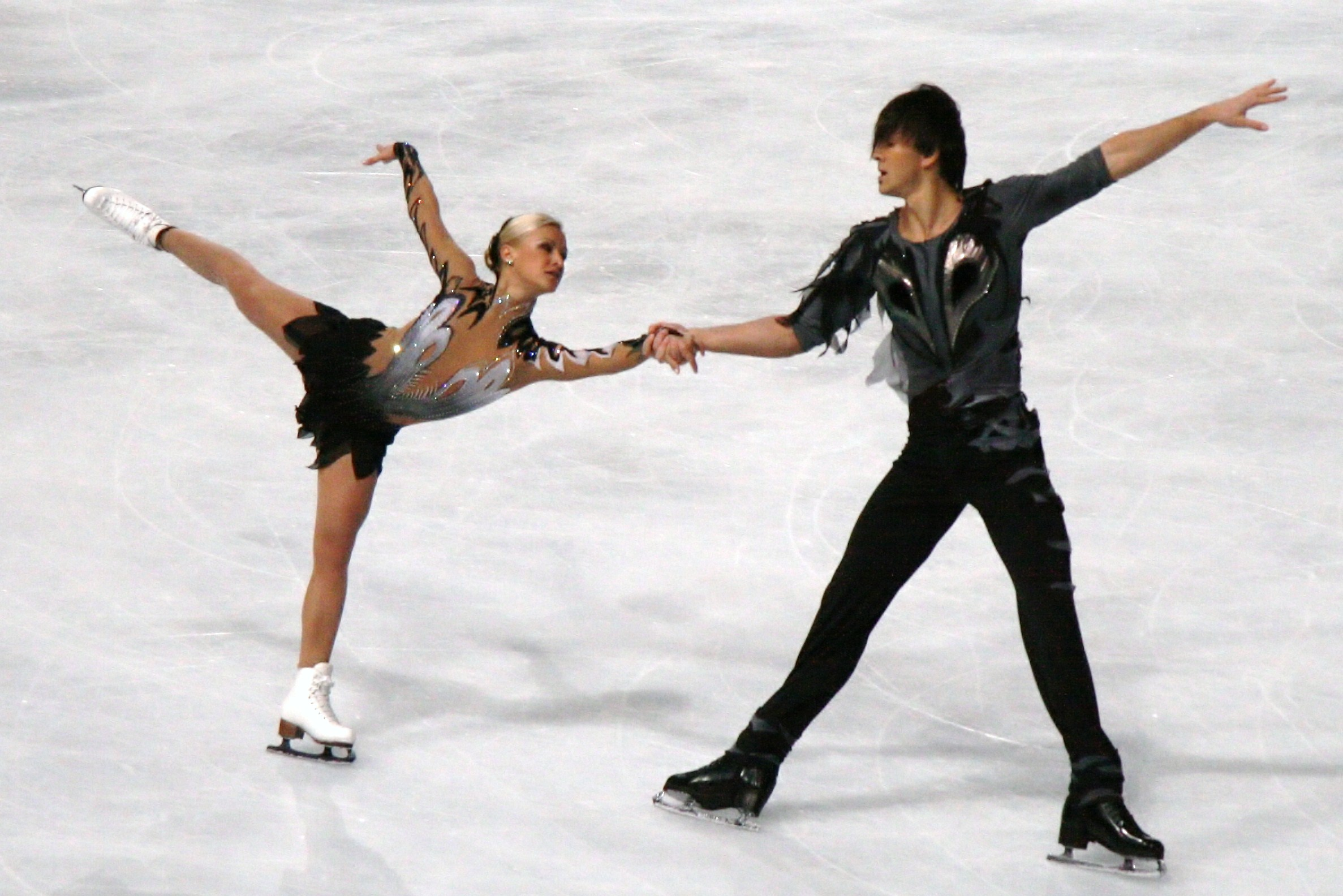
Zwycięzcy w parach sportowych Tetiana Wołosożar / Maksim Trańkow (RUS)

| Poz. | Zawodnicy                          | Nota łączna | SP | SP    | FS | FS     |
| ---- | ---------------------------------- | ----------- | -- | ----- | -- | ------ |
| 1    | Tetiana Wołosożar / Maksim Trańkow | 194,13      | 1  | 63,69 | 1  | 130,44 |
| 2    | Wiera Bazarowa / Jurij Łarionow    | 184,91      | 3  | 59,06 | 2  | 125,85 |
| 3    | Meagan Duhamel / Eric Radford      | 176,62      | 2  | 61,06 | 3  | 115,56 |
| 4    | Amanda Evora / Mark Ladwig         | 169,58      | 4  | 57,69 | 4  | 111,89 |
| 5    | Jessica Dubé / Sébastien Wolfe     | 150,68      | 5  | 53,24 | 6  | 97,44  |
| 6    | Dong Huibo / Wu Yiming             | 147,75      | 6  | 49,27 | 5  | 98,48  |
| 7    | Ksienija Stołbowa / Fiodor Klimow  | 137,06      | 7  | 48,81 | 8  | 88,25  |
| 8    | Vanessa James / Morgan Cipres      | 133,31      | 8  | 44,86 | 7  | 88,45  |

### Pary taneczne

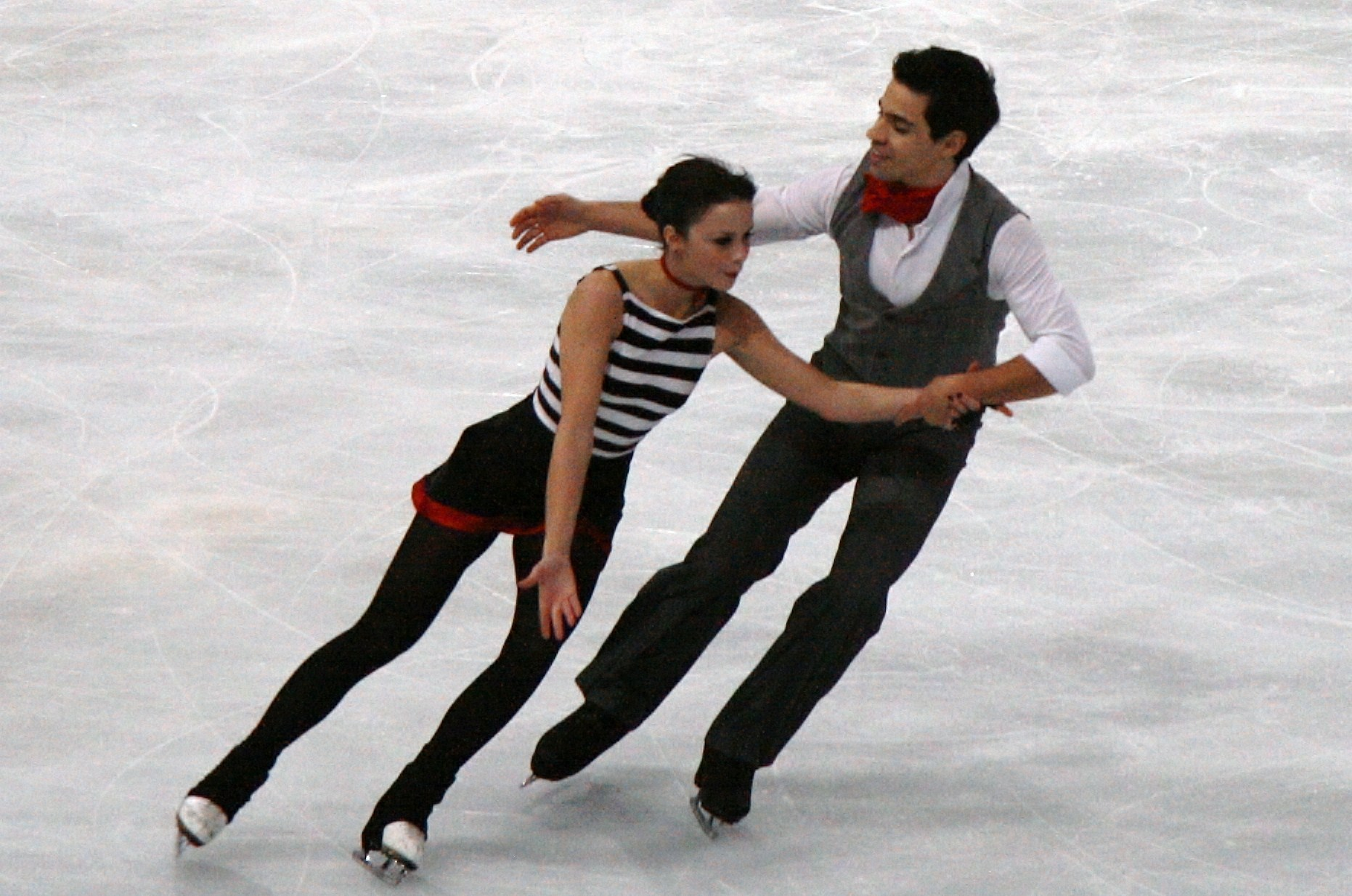
3. miejsce w parach tanecznych Anna Cappellini / Luca Lanotte (ITA)

| Poz. | Zawodnicy                            | Nota łączna | SD | SD    | FD | FD     |
| ---- | ------------------------------------ | ----------- | -- | ----- | -- | ------ |
| 1    | Tessa Virtue / Scott Moir            | 176,93      | 1  | 71,18 | 1  | 105,75 |
| 2    | Nathalie Péchalat / Fabian Bourzat   | 164,56      | 2  | 66,52 | 2  | 98,04  |
| 3    | Anna Cappellini / Luca Lanotte       | 153,76      | 3  | 64,62 | 3  | 89,14  |
| 4    | Jelena Iljinych / Nikita Kacałapow   | 140,32      | 4  | 58,17 | 4  | 82,15  |
| 5    | Madison Chock / Evan Bates           | 130,94      | 5  | 52,01 | 5  | 78,93  |
| 6    | Huang Xintong / Zheng Xun            | 126,69      | 6  | 50,71 | 6  | 75,98  |
| 7    | Kristina Gorszkowa / Witalij Butikow | 118,48      | 7  | 48,77 | 7  | 69,71  |
| 8    | Sara Hurtado / Adrià Díaz            | 103,75      | 8  | 45,71 | 8  | 58,04  |